# Canton de Combles
Pour les articles homonymes, voir Combles (homonymie).
Le canton de Combles est un ancien canton français situé dans le département de la Somme et la région Picardie.

## Géographie
Ce canton était organisé autour de Combles dans l'arrondissement de Péronne. Son altitude variait de 42 m (Curlu) à 157 m (Ginchy) pour une altitude moyenne de 104 m.

## Administration

### Conseillers généraux de 1833 à 2015
| Période | Période            | Identité                               | Étiquette                | Qualité                                                                                              |
| ------- | ------------------ | -------------------------------------- | ------------------------ | --- |
| 1833    | 1839               | Gustave Massé de Combles               |                          | Propriétaire-cultivateur à Lepriez Maire de Combles                                                  |
| 1839    | 1840 (destitution) | Fursy Nicolas Fresson                  |                          | Ancien officier Banquier et notaire à Péronne Propriétaire à Hem-Monacu, conseiller d'arrondissement |
| 1840    | 1848               | Gustave Massé de Combles               |                          | Propriétaire-cultivateur à Lepriez Maire de Combles                                                  |
| 1848    | 1852               | Émile Magniez                          | Droite                   | Propriétaire-agronome, maire d'Ytres Député (1848-1849)                                              |
| 1852    | 1864               | Marcelin Massé de Combles              |                          | Capitaine d'état-major, propriétaire à Combles                                                       |
| 1864    | 1890 (décès)       | Victor Magniez (fils d'Emile Magniez)  | Centre gauche            | Propriétaire, cultivateur, maire d'Ytres Député (1871-1882) - Sénateur (1882-1890)                   |
| 1890    | 1903 (décès)       | Jules Derly                            | Républicain Progressiste | Agriculteur, maire de Maricourt (1891-1903)                                                          |
| 1903    | 1919 (décès)       | Émile Magniez (fils de Victor Magniez) | Rad.                     | Avocat, maire d'Ytres Député (1910-1919)                                                             |
| 1919    | 1937 (décès)       | Léon Carré                             | Rad.                     | Propriétaire-agriculteur Maire d'Equancourt                                                          |
| 1937    | 1940               | Georges Guillemont (1886-1945)         | RG                       | Agriculteur Maire de Combles (1929-?)                                                                |
|         |                    |                                        |                          | |
| 1945    | 1949               | Gaston Debray                          | PCF                      | Mécanicien Maire de Combles (1945-1979)                                                              |
| 1949    | 1973               | Roger Marlot                           | Rad.                     | Agriculteur Maire d'Equancourt (1945-1989)                                                           |
| 1973    | 1998               | Albert Flinois                         | DVD puis UDF-CDS         | Agriculteur Maire de Maricourt (1959-2001) Conseiller régional                                       |
| 1998    | 2015               | Dominique Camus                        | NC-UDI                   | Enseignant Adjoint au Maire de Ginchy                                                                |

### Conseillers d'arrondissement (de 1833 à 1940)
| Période                                  | Période | Identité                         | Étiquette | Qualité |
| ---------------------------------------- | ------- | -------------------------------- | --------- | --- |
| 1833                                     | 1839    | Fursy Nicolas Fresson            |           | Ancien officier, banquier et notaire à Péronne, propriétaire à Hem-Monacu                                   |
|                                          |         |                                  |           | |
| 1842                                     | 1848    | Jean Baptiste Corbet (1794-1866) |           | Propriétaire à Maricourt                                                                                    |
|                                          |         |                                  |           | |
| 1895                                     | 1925    | Clément Debray                   | RG        | Agriculteur, maire de Combles (1896-1904), Président du Conseil d'arrondissement                            |
| 1925                                     | 1940    | Charles Guidet                   | Radical   | Boulanger puis géomètre-expert, maire de Combles (1904-1929)                                                |
| 1940                                     |         |                                  |           | Les conseils d'arrondissement ont été suspendus par la loi du 12 octobre 1940 et n'ont jamais été réactivés |
| Les données manquantes sont à compléter. |         |                                  |           | |

## Composition
Le canton de Combles regroupait 19 communes et comptait 3 780 habitants (recensement de 1999 sans doubles comptes).
| Communes              | Population (2012) | Code postal | Code Insee |
| --------------------- | ----------------- | ----------- | ---------- |
| Carnoy                | 85                | 80300       | 80175      |
| Combles               | 676               | 80360       | 80204      |
| Curlu                 | 111               | 80360       | 80231      |
| Équancourt            | 280               | 80360       | 80275      |
| Étricourt-Manancourt  | 400               | 80360       | 80298      |
| Flers                 | 138               | 80360       | 80314      |
| Ginchy                | 56                | 80360       | 80378      |
| Gueudecourt           | 104               | 80360       | 80397      |
| Guillemont            | 114               | 80360       | 80401      |
| Hardecourt-aux-Bois   | 84                | 80360       | 80418      |
| Hem-Monacu            | 98                | 80360       | 80428      |
| Lesbœufs              | 151               | 80360       | 80472      |
| Longueval             | 248               | 80360       | 80490      |
| Maricourt             | 145               | 80360       | 80513      |
| Maurepas              | 215               | 80360       | 80521      |
| Mesnil-en-Arrouaise   | 124               | 80360       | 80538      |
| Montauban-de-Picardie | 197               | 80300       | 80560      |
| Rancourt              | 144               | 80360       | 80664      |
| Sailly-Saillisel      | 410               | 80360       | 80695      |

## Démographie
| 1962  | 1968  | 1975  | 1982  | 1990  | 1999  | 2009 |
| ----- | ----- | ----- | ----- | ----- | ----- | ---- |
| 4 352 | 4 569 | 4 050 | 3 886 | 3 807 | 3 780 | -    |

1. ↑  « Gazette nationale ou le Moniteur universel 7 décembre 1840 », sur RetroNews - Le site de presse de la BnF, 7 décembre 1840 (consulté le 21 novembre 2023).
2. ↑  « Journal officiel de la République française. Lois et décrets », sur Gallica, 11 juin 1890 (consulté le 21 novembre 2023).
3. ↑  « Journal officiel de la République française. Lois et décrets », sur Gallica, 1er juillet 1890 (consulté le 21 novembre 2023).
4. ↑  « Journal officiel de la République française. Lois et décrets », sur Gallica, 19 février 1903 (consulté le 21 novembre 2023).
5. ↑  Croix de guerre.
"Arrêté par les Allemands pour avoir, en tant que maire de Combles, délivré de fausses cartes d'identité à des patriotes, il est actuellement déporté en Allemagne. "
(Source: Note du préfet de début 1945, 26 W 839).
Convoi du 27/01/1944 au départ de Compiègne (60) à destination de Buchenwald (Allemagne). "Mort en déportation". Décédé le 3 avril 1945 à Wieda (Allemagne), à l'âge de 59 ans